# Villanueva del Pardillo
Villanueva del Pardillo község Spanyolországban, Madrid tartományban. Villanueva del Pardillo Valdemorillo, Colmenarejo, Galapagar, Las Rozas de Madrid, Majadahonda és Villanueva de la Cañada községekkel határos. Lakosainak száma 18 086 fő (2024).

## Népesség
A település népessége az utóbbi években az alábbiak szerint változott:
| Lakosok száma | 5296 | 9013 | 13 985 | 15 087 | 16 509 | 16 730 | 17 025 | 17 180 | 17 382 | 18 086 |
|               | 2001 | 2004 | 2007   | 2009   | 2012   | 2014   | 2017   | 2019   | 2022   | 2024   |